# 殘響散歌/晨曦將至
《殘響散歌/晨曦將至》（日语：／ Zankyō-sanka Asa-ga-kuru */?）是日本女歌手Aimer的第20張單曲，在2022年1月12日由SACRA MUSIC發行。〈殘響散歌〉和〈晨曦將至〉分別為《鬼滅之刃 遊郭篇》的片頭曲與片尾曲，且在單曲發行前的2021年12月6日曾以僅有前者的形式於網上先行發售。

## 概要
《殘響散歌/晨曦將至》為繼2020年的《SPARK-AGAIN》後，Aimer的第20張單曲，也是她轉籍至SACRA MUSIC以來的首張單曲。〈殘響散歌〉和〈晨曦將至〉分別是《鬼滅之刃 遊郭篇》的片頭曲與片尾曲，兩者合併成同一單曲發售。單曲以通常盤、初回生產限定盤和期間生產限定盤三種形式發行，初回生產限定盤包括兩首曲目的音樂影片DVD，而期間生產限定盤除了包括動畫片頭曲、片尾曲的無字幕影片外，還有新繪製的《鬼滅之刃》角色「音柱」宇髓天元的封套和迷你海報。
作為片頭曲的〈殘響散歌〉由以aimerrhythm為別名的Aimer親自作詞，作曲由飛内將大擔當，而編曲則由飛内將大和玉井健二共同負責。該曲節奏明快，且融合了銅管樂器和鋼琴元素，Real Sound的蜂須賀千波（蜂須賀 ちなみ）推測其構思來自於《遊郭篇》的舞台──入夜後的吉原遊廓以及喜歡「華麗」的宇髓天元一角，並說：「與猶如名牌貨色的光彩豔麗音色形成鮮明對比的，是背後有著獨特凝聚力的Aimer的歌聲，能讓你感受到隱藏在華美世界背後的愛恨情仇」。另外，〈晨曦將至〉則由梶浦由記全盤負責。

## 排行榜成績
先行作數位發行的〈殘響散歌〉在2021年12月6日至12日的日本告示牌歌曲排行榜上分別以87,649次下載和10,515,957次播放量，以初登榜的身份同時奪得下載歌曲榜和串流歌曲榜的桂冠，Aimer也憑此獲得歌手生涯首個日本百大單曲榜冠軍。翌週該曲再以39,009次下載數和9,649,396次串流播放數達成兩冠王。到了第三週，〈殘響散歌〉已連莊三週串流歌曲榜首位，同時亦重返百大單曲榜的首名。截至2022年3月5日，該曲已9次獲得百大單曲榜冠軍，在同月3日其流媒體累計播放量亦突破1億次，為歷來第五快。
Oricon公信榜方面，《殘響散歌/晨曦將至》首週便售出4.4萬張唱片，隨即獲得Oricon實體單曲銷售週榜的冠軍。《殘響散歌/晨曦將至》在2022年1月12日發行實體CD後，便於同週告示牌排行榜上以45,222張的首週銷量獲得單曲銷售榜亞軍，而〈晨曦將至〉亦以8,089次下載數首次登上百大單曲榜，獲得第6位。

### 排行榜排名變遷
| 日期                             | 順位（銷售量/播放數/點數） | 順位（銷售量/播放數/點數） | 順位（銷售量/播放數/點數） | 順位（銷售量/播放數/點數） | 順位（銷售量/播放數/點數） |
| 日期                             | 實體版CD                   | 數位音樂下載               | 數位音樂下載               | 串流媒體                   | 合算                       |
| 日期                             | 實體版CD                   | 〈殘響散歌〉               | 〈晨曦將至〉               | 串流媒體                   | 合算                       |
| -------------------------------- | -------------------------- | -------------------------- | -------------------------- | -------------------------- | -------------------------- |
| 第1週 （2021年12月6日－12日）    | 未發行                     | 第1位 （9.3萬下載數）      | 未發行                     | 第1位 （901萬播放數）      | 第3位 （6.7萬Pt）          |
| 第2週 （12月13日－19日）         | 未發行                     | 第1位 （4.1萬下載數）      | 未發行                     | 第1位 （948萬播放數）      | 第4位 （4.8萬Pt）          |
| 第3週 （12月20日－26日）         | 未發行                     | 第2位 （2.9萬下載數）      | 未發行                     | 第1位 （854萬播放數）      | 第4位 （4萬Pt）            |
| 第4週 （12月27日－2022年1月2日） | 未發行                     | 第2位 （2.5萬下載數）      | 未發行                     | 第2位 （714萬播放數）      | 第2位 （3.4萬Pt）          |
| 第5週 （1月3日－9日）            | 未發行                     | 第2位 （2.1萬下載數）      | 未發行                     | 第3位 （704萬播放數）      | 第2位 （3.2萬Pt）          |
| 第6週 （1月10日－16日）          | 第1位 （4.4萬張）          | 第2位 （2.5萬下載數）      | 第1位 （4.0萬下載數）      | 第3位 （770萬播放數）      | 第1位 （10.4萬Pt）         |
| 第7週 （1月17日－23日）          | 第5位 （0.9萬張）          | 第1位 （2.1萬下載數）      | 第2位 （1.6萬下載數）      | 第4位 （753萬播放數）      | 第3位 （5.5萬Pt）          |
| 第8週 （1月24日－30日）          | 第2位 （0.8萬張）          | 第1位 （1.9萬下載數）      | 第2位 （1.2萬下載數）      | 第2位 （744萬播放數）      | 第2位 （5.0萬Pt）          |
| 第9週 （1月31日－2月6日）        | 第4位 （0.5萬張）          | 第1位 （2萬下載數）        | 第4位 （1.0萬下載數）      | 第1位 （722萬播放數）      | 第2位 （4.6萬Pt）          |
| 第10週 （2月7日－13日）          | 第12位 （0.6萬張）         | 第2位 （3.4萬下載數）      | 第4位 （1.3萬下載數）      | 第1位 （972萬播放數）      | 第2位 （6.3萬Pt）          |
| 第11週 （2月14日－20日）         | 第6位 （0.9萬張）          | 第1位 （2.5萬下載數）      | 第4位 （0.8萬下載數）      | 第1位 （1006萬播放數）     | 第1位 （6.2萬Pt）          |
| 第12週 （2月21日－27日）         | 第10位 （0.9萬張）         | 第1位 （1.6萬下載數）      | 第9位 （0.5萬DL）          | 第1位 （861萬播放數）      | 第2位 （4.5萬Pt）          |
| 第13週 （2月28日－3月6日）       | 第12位 （0.2萬張）         | 第2位 （1.2萬下載數）      | 第14位 （0.3萬下載數）     | 第1位 （724萬播放數）      | 第4位 （3.6萬Pt）          |

## 銷量認證
|                                  | 認證（RIAJ） | 銷售量/播放數   |
| 〈殘響散歌〉                     | 〈殘響散歌〉 | 〈殘響散歌〉    |
| -------------------------------- | ------------ | --------------- |
| 下載                             | 白金         | 32.9萬下載數    |
| 串流播放                         | 金           | 5,000萬+播放數* |
| 〈晨曦將至〉                     |              |                 |
| 下載                             | 待公布       | 9.8萬下載數     |
| 串流播放                         | 待公布       | -               |
| *得到此認證的最基本銷售量/播放數 |              |                 |

## 收錄曲目
| CD（全形式共通）、數位音樂下載 | CD（全形式共通）、數位音樂下載 | CD（全形式共通）、數位音樂下載 | CD（全形式共通）、數位音樂下載 | CD（全形式共通）、數位音樂下載 | CD（全形式共通）、數位音樂下載 |
| 曲序                           | 曲目                           |                                | 作曲                           | 编曲                           | 时长                           |
| ------------------------------ | ------------------------------ | ------------------------------ | ------------------------------ | ------------------------------ | ------------------------------ |
| 1.                             | 殘響散歌                       | aimerrythm                     | 飛内將大                       | 飛内將大、玉井健二             | 3:04                           |
| 2.                             | 晨曦將至                       | 梶浦由記                       | 梶浦由記                       | 梶浦由記                       | 4:54                           |
| 3.                             | 殘響散歌（Instrumental）       |                                |                                |                                | 3:04                           |
| 4.                             | 晨曦將至（Instrumental）       |                                |                                |                                | 4:54                           |
| 5.                             | 殘響散歌（TV ver.）            |                                |                                |                                | 1:31                           |
| 6.                             | 晨曦將至（TV ver.）            |                                |                                |                                | 1:31                           |
| 总时长：                       | 总时长：                       | 总时长：                       | 总时长：                       | 总时长：                       | 18:58                          |

| DVD（初回生産限定盤） | DVD（初回生産限定盤） |
| 曲序                  | 曲目                  |
| --------------------- | --------------------- |
| 1.                    | 殘響散歌 Music Video  |
| 2.                    | 晨曦將至 Music Video  |

| DVD（期間生產限定盤） | DVD（期間生產限定盤）                        |
| 曲序                  | 曲目                                         |
| --------------------- | -------------------------------------------- |
| 1.                    | 電視動畫《鬼滅之刃 遊郭編》Non-credit OP影片 |
| 2.                    | 電視動畫《鬼滅之刃 遊郭編》Non-credit ED影片 |